# MV Ursa Major
Pour les articles homonymes, voir Ursa Major.
Le MV Ursa Major est un navire transporteur de colis lourds russe de la société SK-Yug, ayant opéré de 2009 à 2024.
Construit en Allemagne en 2009 sous le nom de Scan Britania, le navire est renommé Hyundai Britania en 2010, EIT Palmina en 2011, Sparta III en 2017, puis Ursa Major en 2021.
En 2024, celui-ci coule en Méditerranée occidentale, entraînant la perte de deux de ses 16 membres d'équipage. Au moment du naufrage, le navire appartenait à la société SK-Yug, filiale de l’entreprise d'état Oboronlogistika (en), liée au ministère de la défense de ce pays.

## Caractéristiques
Le navire est commandé le 15 septembre 2008 au chantier naval Peene-Werft de Wolgast, en Allemagne. Le chantier naval Rolandwerft (de) de Berne, construit et livre ses sections avant et de chargement. Le navire est construit sous le numéro de chantier 251. Il est mis sur cale le 28 janvier, lancé le 28 octobre et mis en service le 14 décembre 2009. Sa longueur hors tout atteint 142,47 mètres, sa largeur 23,20 mètres et son tirant d'eau 7,2 mètres. Deux importantes grues sont montées sur son côté bâbord. Sa superstructure et sa passerelle sont situées sur son gaillard avant, pour permettre l'emport de cargaison volumineuse sur l'imposant pont.
Sa propulsion est composée d'un moteur diesel MAN B&W 16V32/40 à 16 cylindres de 8 000 kilowatts (11 000 ch) à régime moyen fabriqué par STX Corporation sous licence en Corée du Sud. Celui-ci entraine une seule hélice à pas variable, lui permettant d'atteindre une vitesse de service de 13 nœuds et une vitesse maximale de 17 nœuds.

## Noms et propriétaires
Son numéro IMO est le 9538892 et son numéro MMSI le 273396130. Une fois achevée sous le nom de Scan Britania en décembre 2009, celui-ci est immatriculé sur l'île de Man. En février 2010, le navire est rebaptisé Hyundai Britania et en 2011, son immatriculation transféré en Allemagne. En août 2011, le navire est rebaptisé EIT Palmina et son immatriculation transférée à Antigua-et-Barbuda. En février 2017, il prend le nom de Sparta III et son immatriculation transféré au Belize. En avril 2017, il passe sous pavillon russe avant d'être renommé Ursa Major en octobre 2021,. En 2019, le navire est géré par la société russe de logistique militaire Oboronlogistika, enregistré en 2024 à Novorossiysk. Selon Oboronlogistika, il s'agit de son navire amiral. Son propriétaire et exploitant direct est une société appelée SK-Yug.

## Carrière sous pavillon russe
En septembre 2019, sous le nom de Sparta III, le navire transporte une cargaison de Chine vers l'Europe via la route maritime du Nord. Ce trajet est 27% plus court par rapport à la route passant par l'Asie du sud, permettant un gain de temps de dix jours. Cela évite ainsi le canal de Suez et ses péages, ainsi que le risque de piraterie dans certaines parties de l'océan Indien. Selon Oboronlogistika, ce voyage a permis d'économiser 300 000 euros. À l'époque, la route maritime du Nord était praticable d'août à octobre.
Fin 2020, le Sparta III est pris dans la glace près de Mys Sopochnaya Karga, dans l'estuaire du fleuve Ienisseï, dans l'Arctique russe. Le remorqueur ravitailleur brise-glace Kigoriak, construit en 1979 et affrété pour l'escorter, se retrouve coincé à son tour en tentant de lui venir en aide. Oboronlogistika demande l'assistance de la FSUE Atomflot, qui déploie l'un de ses brise-glaces à propulsion nucléaire opérant dans le golfe d'Ob. Le Vaïgatch à propulsion nucléaire est taché de briser la glace tandis que l'Amiral Makarov diesel-électrique le remorque hors de la banquise, où son gouvernail apparaît endommagé. Celui-ci est alors remis au navire de sauvetage de la classe Spassatel Karev, qui le remorquera jusqu'à Arkhangelsk.
Oboronlogistika est une société d'État russe qui gère la logistique militaire maritime. Pendant des années, le navire transporta du matériel sur la route d'approvisionnement russe « Syrian Express » vers la base navale de Tartous en Syrie. Un autre navire du même nom, le Sparta IV, fut également impliqué dans ce type d'opération. Une partie de ce matériel était destinée à la base aérienne de Khmeimim. En 2022, après l'invasion russe de l'Ukraine, le bâtiment fait l'objet de sanction par le gouvernement américain.

## Perte
Le 11 décembre 2024, l'Ursa Major quitte Saint-Pétersbourg pour Vladivostok,. Hiver oblige, sa route l'envoie via le canal de Suez. Sa cargaison comprend deux écoutilles de 45 tonnes pour un brise-glace du projet 10510 en construction et deux grues mobiles Liebherr 420 devant être installées dans le port de Vladivostok. L'Ursa Major voyage en compagnie du Sparta IV.
Le 22 décembre, alors que le navire se trouve dans les eaux internationales entre l'Espagne et l'Algérie, le suivi par satellite montre une chute soudaine de sa vitesse à 1 nœud. Selon TASS, une explosion a lieu dans sa salle des machines. Le 23 décembre, le navire dérive vers le sud à 1 nœud. Des photographies publiées en ligne le montrent par la poupe, avec sa proue et sa superstructure gitant vers tribord.
Selon un avis aux navigateurs du Salvamento Marítimo, l'Ursa Major a coulé le 23 décembre à 23 h 22 UTC à la position 36°27′30.0″N 0°53′26.4″O / 36.458333°N 0.890667°O, entre Águilas en Espagne et Oran en Algérie. Des navires de pêche espagnols, le patrouilleur espagnol Serviola et le navire de sauvetage Clara Campoamor ont secouru 14 membres de son équipage et les ont débarqués à Carthagène. Deux autres membres d'équipage sont portés disparus.
Le 25 décembre, l'agence de presse officielle russe RIA Novosti rapporte que l'Ursa Major a été victime d'un « acte de terrorisme », décrivant l'accident résultant de trois explosions, selon le propriétaire du navire, Oboronlogistika.
Moins d'un mois plus tard, le navire de renseignement russe Yantar opère dans la zone du naufrage.